# Abchazské království
Království Abcházie, doslova Království Abcházů (gruzínsky აფხაზთა სამეფო; apchazta samepo), známé také jako Abasgie nebo Egrisi-Abcházie, byl středověký feudální kavkazský stát. Vznik království se datuje k roku 778, v roce 1008 bylo dynastickým spojením sjednoceno s Kartvelským královstvím, aby utvořilo nový státní útvar Gruzínské království.

## Historie
Abcházie byla během období Byzantské říše knížectvím. Toto knížectví leželo podél pobřeží Černého moře, kde se nachází v současné době severozápadní část Gruzie (Autonomní republika Abcházie) a dále bylo sahající severně do současného Krasnodarského kraje (Rusko). Jeho hlavním městem byla Anacopia. Abcházii vládl dědičný archón, který vládl jako byzantský místokrál. Země byla převážně křesťanská a město Pityus bylo sídlem arcibiskupa, který byl podřízen konstantinopolskému patriarchovy. Dalším abchazským biskupským sídlem byl Soteropolis.
Roku 735 byla proti gruzínským knížectvím zahájena velká výprava vedená arabským generálem Marvánem II. Arabové kteří pronásledovali gruzínská knížata Miriana a Archila vyrazili roku 736 do Abcházie. Úplavice a povodně v kombinaci s tvrdohlavým odporem archóna Leona I., knížectví Ibérie a Lazika přiměli útočníky k ústupu. Leon I. si vzal za ženu dceru Miriana a tím nabyl nové území Lazika (Egrisi).

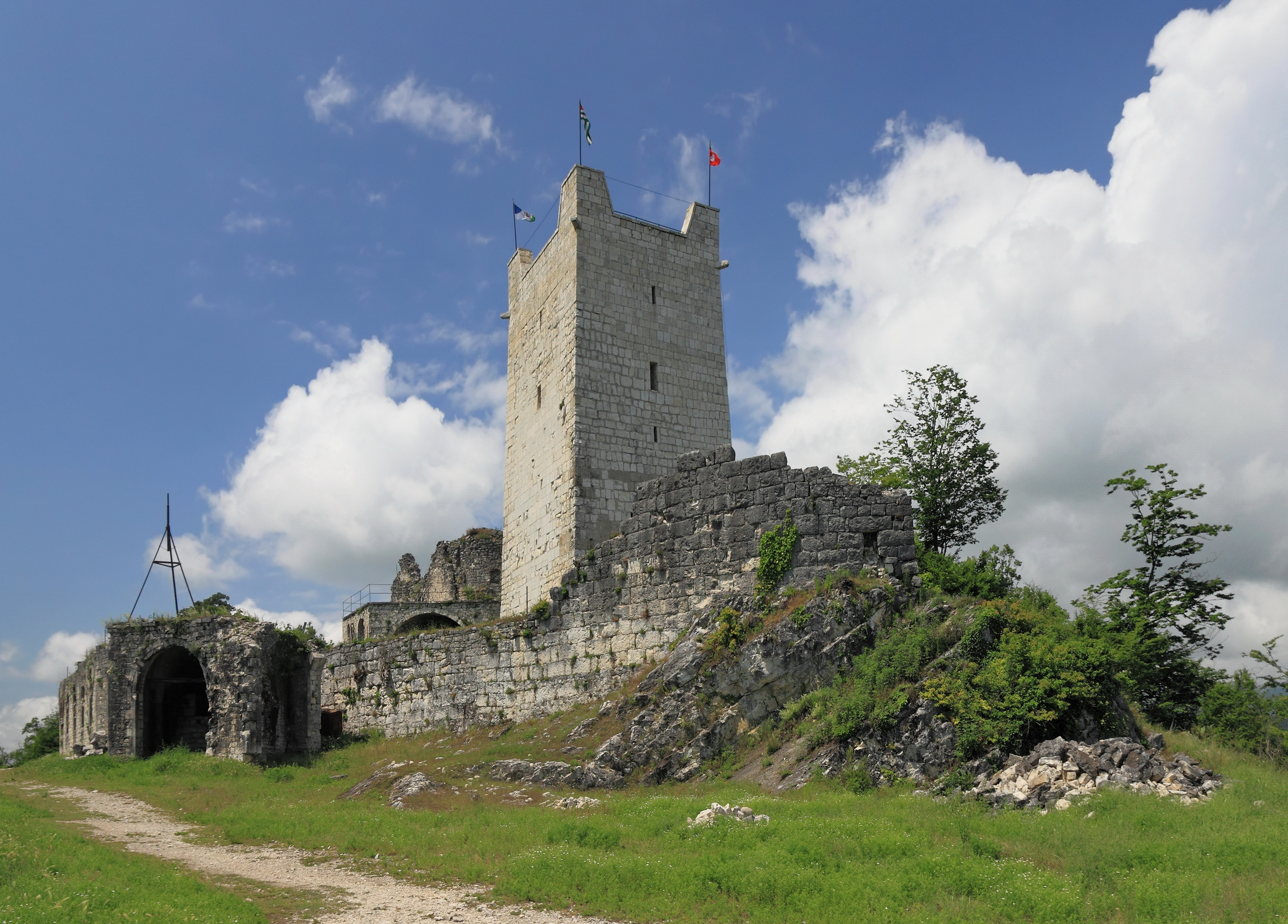
Zřícenina pevnosti Anacopie

Úspěšná obrana proti Arabům a nabytí nového území poskytlo abchazským knížatům dostatek moci aby si mohli od Byzantské říše vyžádat větší autonomii. K roku 778 získal Leon II. pomocí Chazarů nezávislost a tím získal titul král Abcházie a hlavní město přenesl do západogruzínského města Kutaisi. Leon rozdělil své království do osmi vévodství: Cchumi, Bedia, Gurie, Rača, Takveri, Svanetie, Argvetie a Kutatisi. Během jeho vlády se abchazské království nacházelo ve fázi budování státu a bylo méně aktivní v otázce šíření hranic království na východ. Po získání státní nezávislosti se hlavním problémem stala otázka církevní nezávislosti. Na počátku 9. století se abchazská církev odtrhla od Konstantinopole a uznala autoritu katolikátu Mccheta, tím se stala církevním jazykem místo řečtiny gruzínština.
Nejvíce prosperující období abchazského království bylo mezi lety 850 a 950. Král Jiří I. Abchazský (864–871) vedl výpravy na východ aby rozšířil svou říší. Králové ovládali vévodství Kartli (střední a část východní Gruzie) a tím zasahovali do záležitostí arménských a gruzínských Bagrationů. Kolem roku 908 král Konstantin III. Abchazský přenesl své hranice až k emirátu Tbilisi. Na krátkou dobu uznala svrchovanost abchazských králů i Kachetie a Heretie. Konstantin III. se také pokusil rozšířit jeho vliv nad Alanií. Král Jiří II. (923–957) dosáhl vrcholu moci a prestiže. Byl známým propagátorem pravoslaví a byl patronem gruzínské křesťanské kultury. Pomohl ustanovit křesťanství jako oficiální náboženství v Alanii. Gruzínské zdroje jej označují jako „stavitele kostelů“. Jeho nástupci nedokázali udržet sílu a integritu království. Během vlády Leona III. (957–967) ztratilo království kontrolu nad Kachetií a Heretií. Následující občanská válka a feudální vzpoury dovedly království do naprosté anarchie. 
Nadvláda nad Zakavkazskem přešla k Bagrationům z Tao-Klardžetie. Roku 978 bagratidský princ Bagrat III., synovec dědice trůnu Theodosia obsadil abchazský trůn pomocí svého adoptivního otce Davida III. Bagratův původ z Bagratidské i Abchazské dynastie z něj učinil přijatelného vládce. Roku 1008 získal po smrti svého otce Gurgena titul "král Ibérie". Tak se tato dvě království sjednotila dynastickou posloupností a staly se Gruzínským královstvím.

## Panovníci
Tento seznam pochází od gruzínského historika Kirilla Tumanova (1913–1997).

Abchazský král Bagrat II., který současně vládl Gruzii jako Bagrat III.

| Král            | Období vlády | Dynastie     |
| --------------- | ------------ | ------------ |
| Leon II.        | 780–828      | Ačba         |
| Theodosius II.  | 828–855      | Ačba         |
| Demetrius II.   | 855–864      | Ačba         |
| Jiří I.         | 864–871      | Ačba         |
| Jan             | 871–873      | Shavliani    |
| Adarnase        | 887–893      | Shavliani    |
| Bagrat I.       | 882–894      | Ačba         |
| Konstantin III. | 894–923      | Ačba         |
| Jiří II.        | 923–957      | Ačba         |
| Leon III.       | 957 – 967    | Ačba         |
| Demetrius III.  | 967–975      | Ačba         |
| Theodosius III. | 975–978      | Ačba         |
| Bagrat II.      | 978–1008     | Bagrationové |

## Galerie

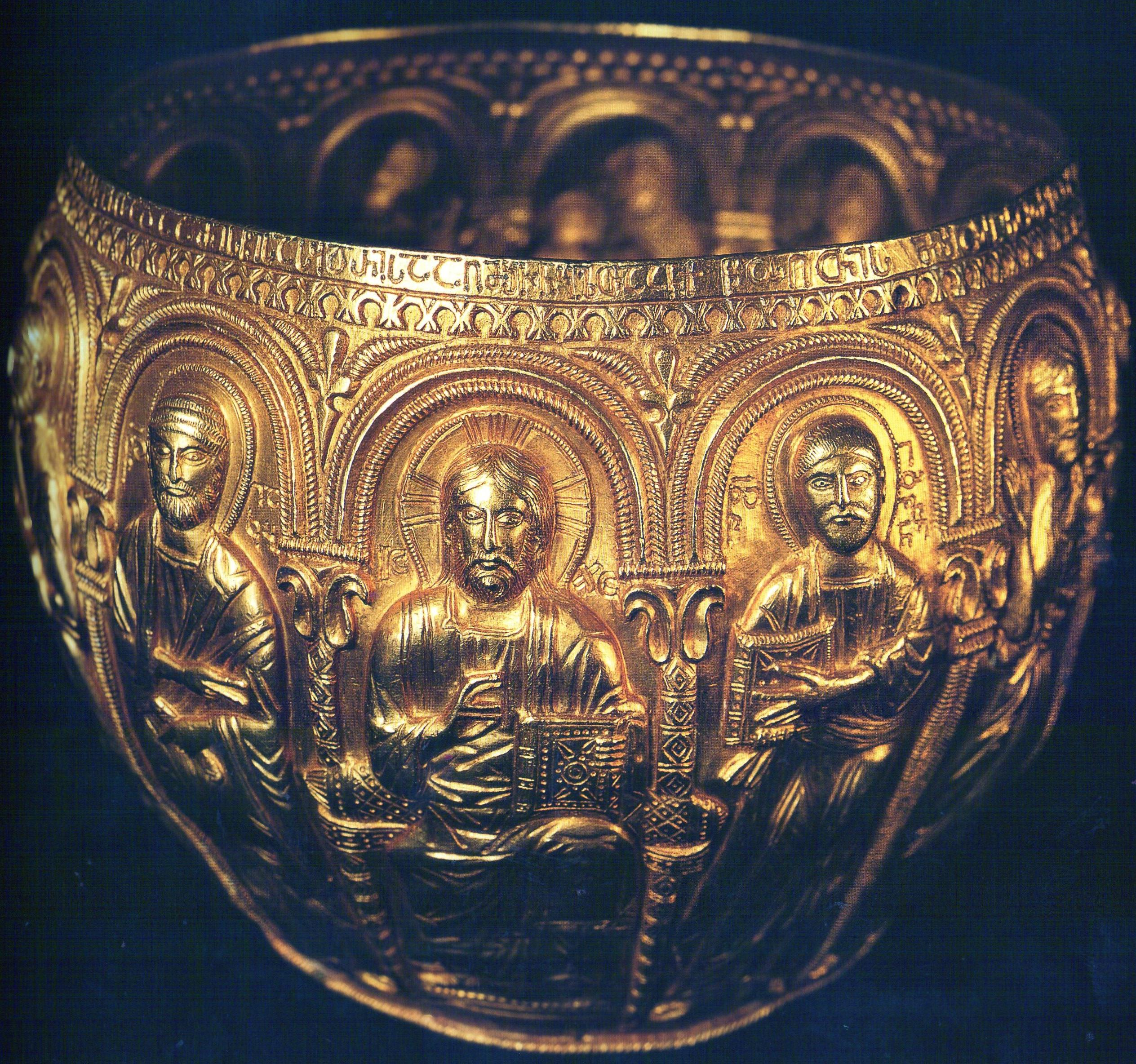
Bedijský kalich darovaný králem Bagratem Bedijskému monastýru, asi rok 999.
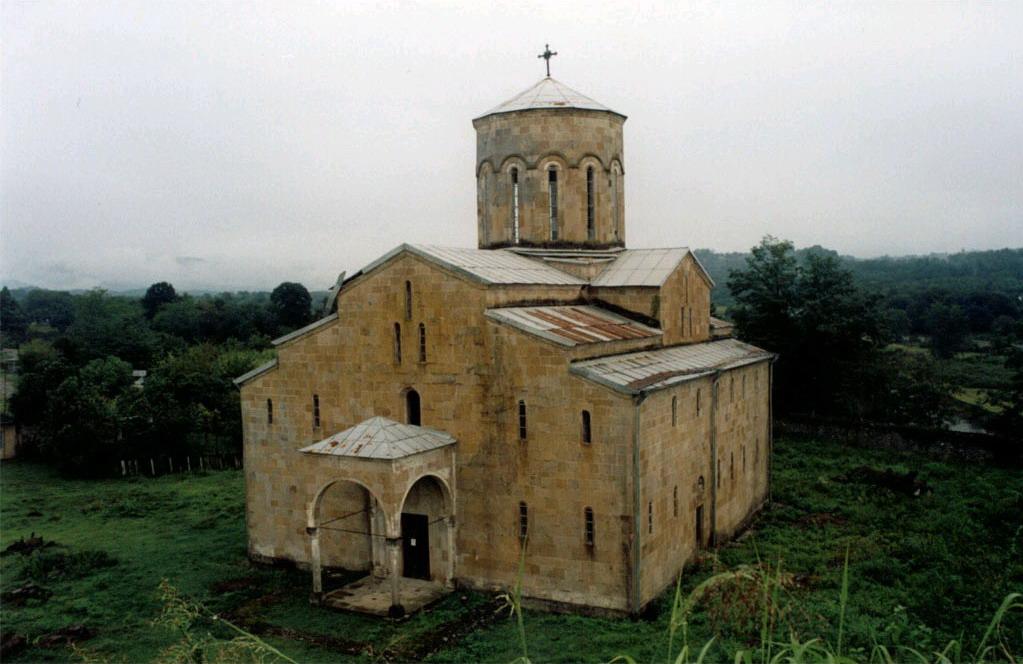
Mokvijská katedrála postavená v 10. století během vlády Leona III.
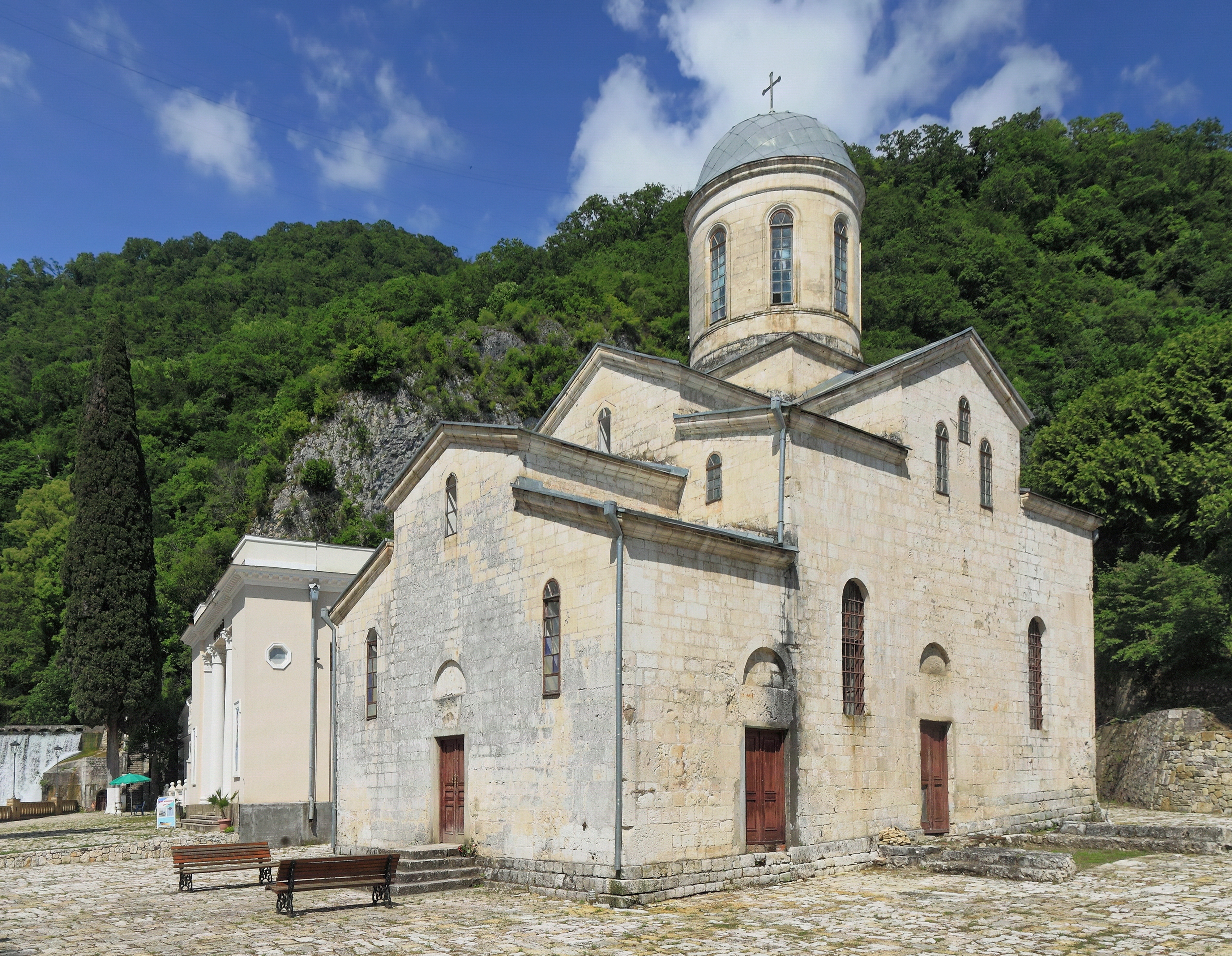
Chrám svatého Šimona Kananejského postavený během 9.-10. století, Nový Athos.
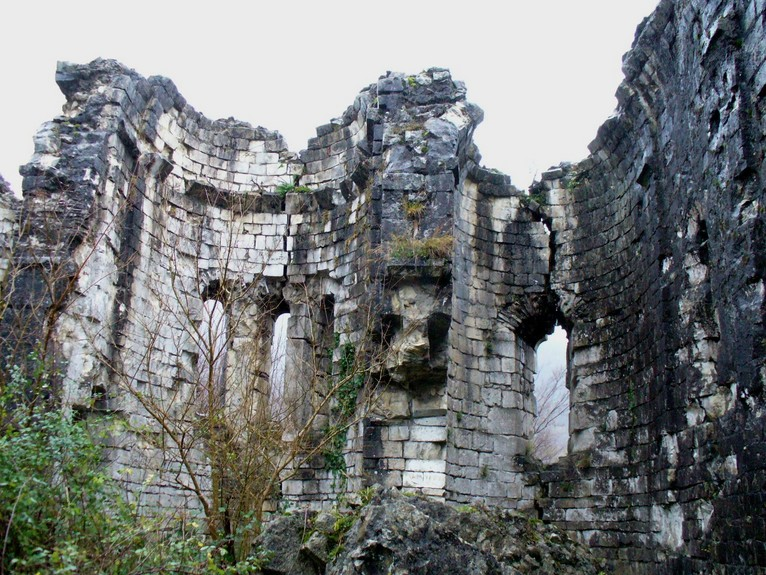
Bzybský chrám postavený ve druhé polovině 9. století.
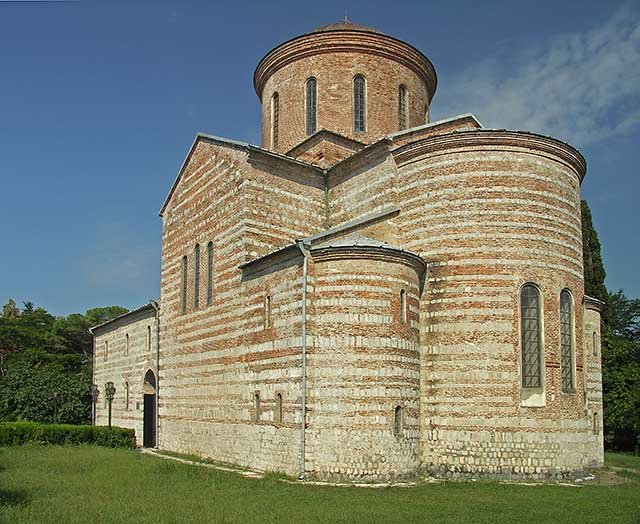
Katedrála svatého Ondřeje postavená na konci 10. století králem Bagratem III., Picunda
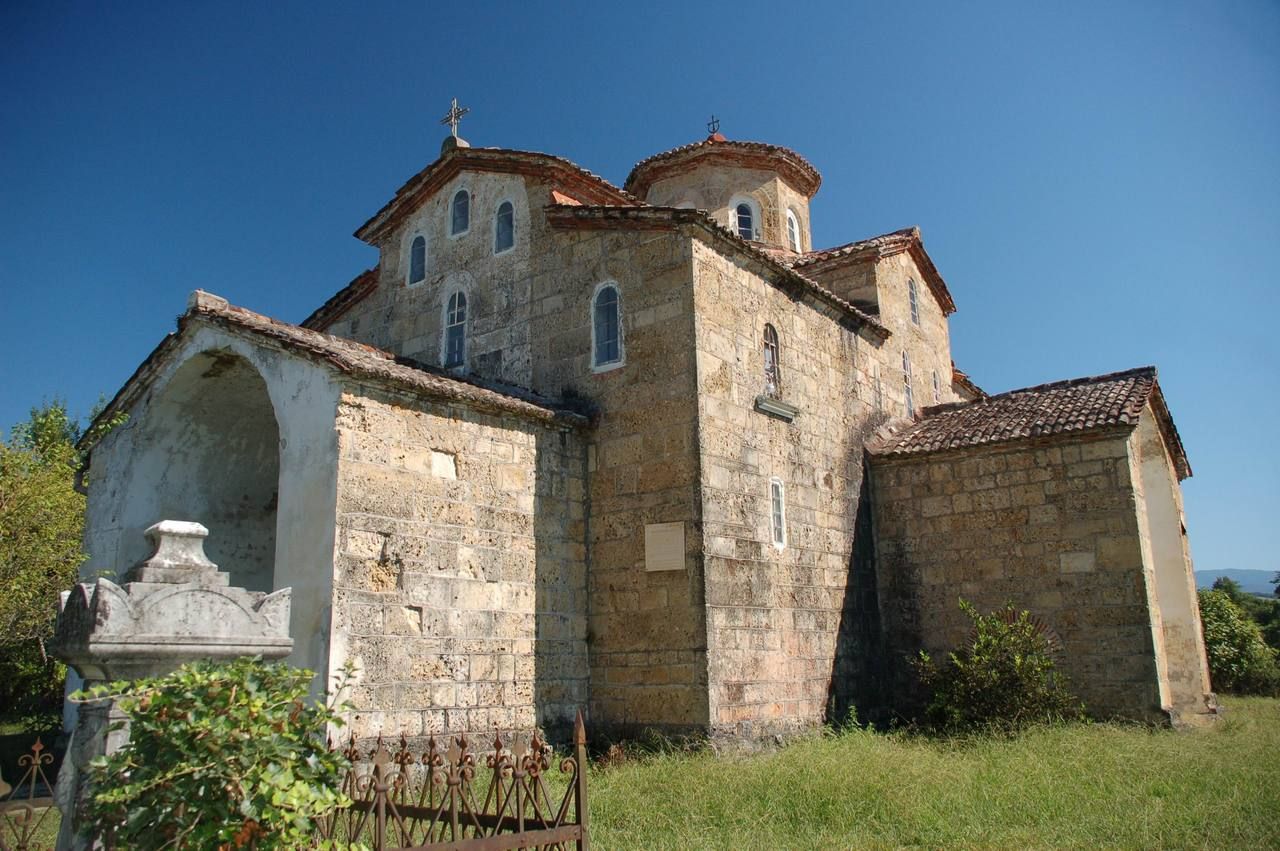
Chrám Zesnutí přesvaté Bohorodice postavený v 10. století, Lychny
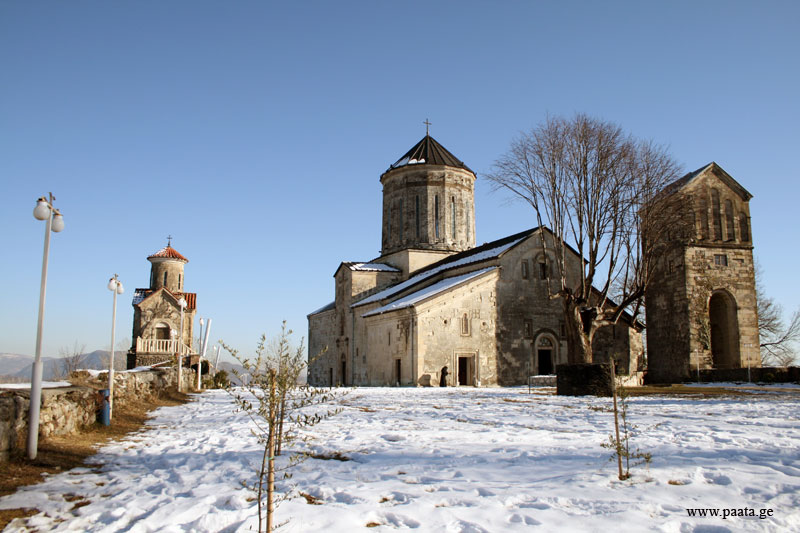
Monastýr v Martvili postavený v 10. století králem Jiřím II., Martvili
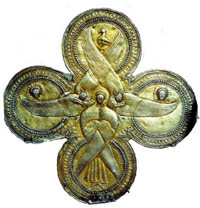
Kříž Jiřího II., 10. století
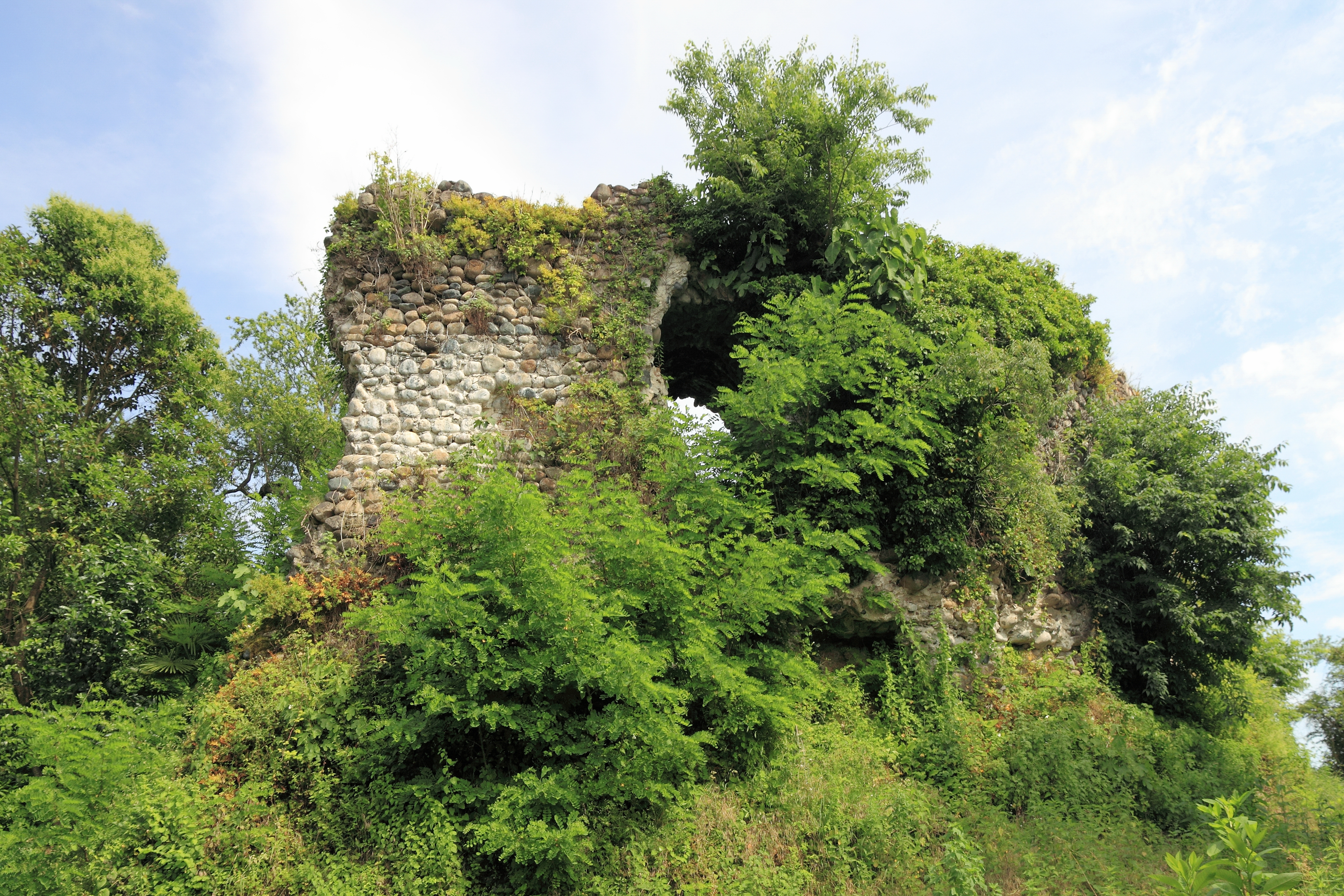
Zřícenina Bagratova hradu
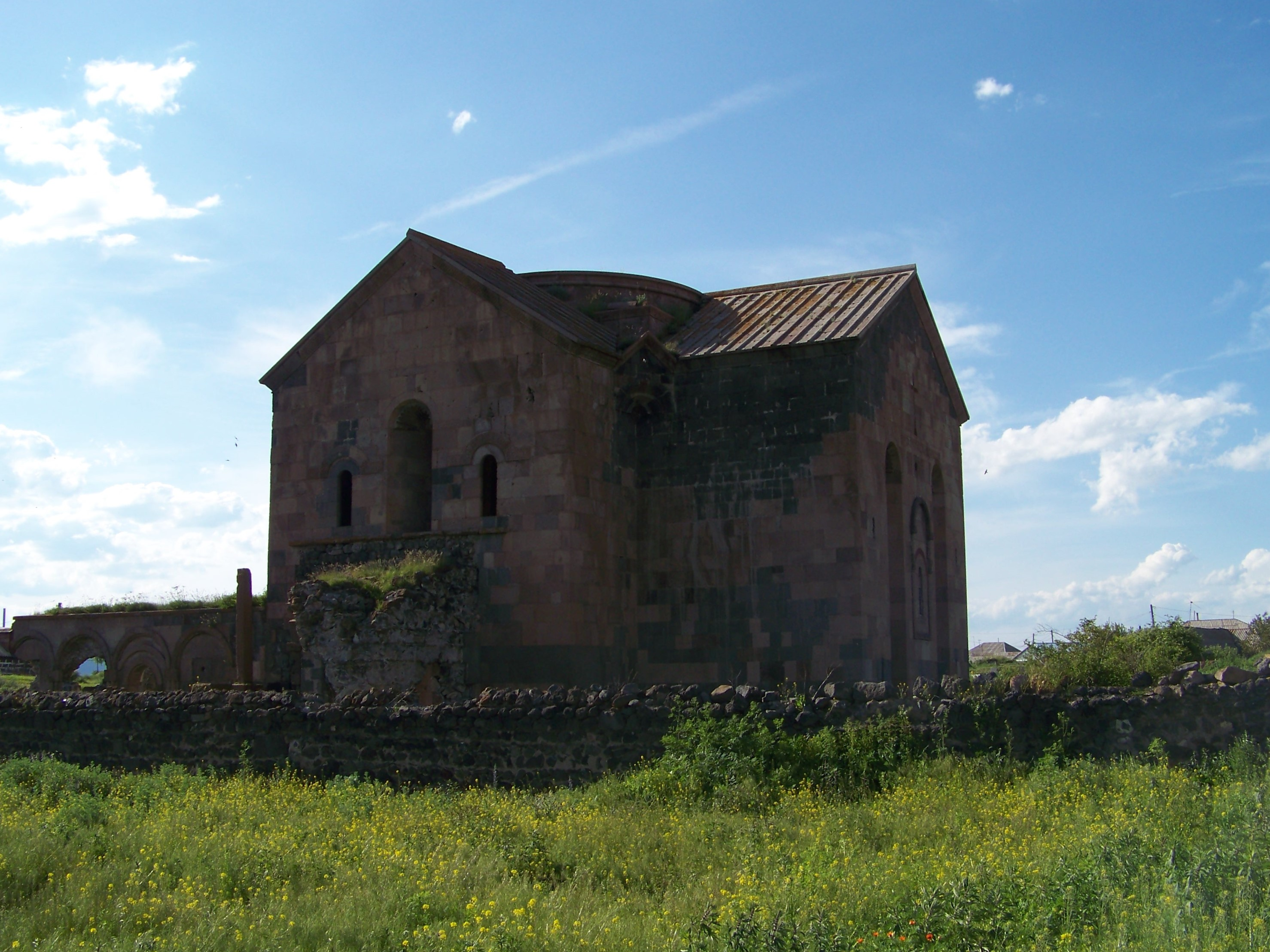
Katedrála v Kumurdu postavená roku 964 biskupem Ioanem během vlády krále Leona III., Kumurdo